# パラナグア
パラナグア（Paranaguá）は、ブラジルの都市。人口15万6178人（2020年）。ブラジル南部、パラナ州に属し、ブラジル有数の貿易港となっている。
パラナグアは1648年に建設され、パラナ州で最も古い町である。州都クリチバからは東に100km離れているが、道路や鉄道が通じクリチバの外港として機能している 。米や穀物、バナナ、そして何よりもコーヒーの輸出港として知られ、サントスとリオ・デ・ジャネイロに次ぐ第3位のコーヒー輸出港である。パラナグアとクリティーバを結ぶ鉄道は車窓の美しさで知られ、多くの観光客が訪れる。
パラナグアは、ブラジルではやや涼しい南部地方に位置しているが、気候は非常に蒸し暑い夏と、比較的穏やかな冬で知られている。夏のパラナグアは州内で最も暑い町であり、盛夏である1月から3月には頻繁に35度以上を、時には40度を記録する。真冬である7月には最高気温が21度から22度、最低気温が13度ほどとなる。寒波が押し寄せると最低気温は10度以下になるが、ごく稀に5度程度にまで落ち込むことがある。
パラナグアにはリオ・ブランコSCというサッカークラブがあり、本拠を市内のEstádio da Estradinha競技場においている。

## 姉妹都市
- 兵庫県淡路市, 日本

（1984年に旧津名町と結んでいた姉妹都市協定を合併後の淡路市が継承したもの）